# Pyrausta alexandra
Pyrausta alexandra là một loài bướm đêm trong họ Crambidae. It is found in Transcaucasia.